# カステッロ・ディ・チステルナ
カステッロ・ディ・チステルナ（イタリア語: Castello di Cisterna）は、イタリア共和国カンパニア州ナポリ県にある、人口約7,900人の基礎自治体（コムーネ）。

## 地理

### 位置・広がり
ナポリ中心部から東北東へ13kmの距離にある。

#### 隣接コムーネ
隣接するコムーネは以下の通り。
- アチェッラ
- ブルシャーノ
- ポミリアーノ・ダルコ
- ソンマ・ヴェズヴィアーナ